# 과학입원치료연구소
이탈리아의 과학입원치료연구소(이탈리아어: istituto di ricovero e cura a carattere scientifico; IRCCS)는 임상 연구 활동을 수행하고 의료 서비스를 관리하는 병원으로, 연구에 대한 기여로 공공 자금(2017년 1억 5천만 유로)을 받는다. 과학적 입원 및 치료 기관은 공공 또는 민간의 법적 지위가 다른 특정 병원 회사이다. 총 51개의 IRCCS가 있으며, 그 중 21개는 공립이고 30개는 사립이다.

## 같이 보기
- 밀라노 대학교 국제 의과 대학